# Catalogue Sharpless
Pour les articles homonymes, voir Sharpless.
Le catalogue Sharpless est une liste de 313 régions HII (nébuleuses en émission), supposée être exhaustive au nord de la déclinaison -27° (il comprend également quelques nébuleuses situées au sud de cette déclinaison), pour les nébuleuses plus au sud, il y a le catalogue de Gum. Une première version fut publiée en 1953 avec 142 objets (Sh1) par l'astronome américain Stewart Sharpless et la seconde (et dernière) version fut publiée en 1959 avec 313 objets (Sh2).

## Historique et description
En 1953, Stewart Sharpless est entré au service de la station de Flagstaff (Arizona) de l'observatoire naval des États-Unis (United States Naval Observatory Flagstaff Station), où il répertorie les régions HII de la Voie lactée en utilisant les images de la Palomar Sky Survey. De ce travail, Sharpless publie son catalogue des régions HII en deux éditions, la première (Sh1) en 1953 avec 142 nébuleuses, et la dernière (Sh2) en 1959 avec 313 nébuleuses,.
Les 313 objets du catalogue de Sharpless se chevauchent avec de nombreux autres catalogues, comme les 110 objets du catalogue de Messier (M), les 7 840 objets du New General Catalogue (NGC), le catalogue de Caldwell (C) (qui est lui-même le florilège des autres catalogues avec 109 objets), le catalogue RCW (RCW) ou encore l'Index Catalogue (IC). Les abréviations pour les objets du catalogue de Sharpless sont, par exemple en utilisant 123, Sharpless 123, Sh2-123 ou bien Sh 2-123 (pour le dernier catalogue).
Un des objets les plus célèbres qui est indiqué sur les cartes du ciel avec le nom du catalogue Sharpless est Sh2-155, une nébuleuse de la constellation de Céphée.
Dans quelques rares cas, le catalogue comprend aussi des nébuleuses planétaires : l'une des plus belles est celle d'Abell 31 dans le cancer, qui porte le nom de Sh2-290.

## Exemples
Exemples du catalogue Sharpless (version de 1959) ; cliquer sur l'image pour voir les crédits, la plupart ont été pris par des astronomes amateurs, par ESO, l'ESA et la NASA.
| Sh 2- # | Nom commun                                     | Image | Autres noms et désignations                                                                                              |
| ------- | ---------------------------------------------- | ----- | --- |
| 6       | NGC 6302                                       |       | Sh2-6, NGC 6302, Nébuleuse de l'Insecte, PK 349+01 1, Nébuleuse du Papillon, RCW 124, Gum 60, C 69, Nébuleuse bipolaire  |
| 8       | NGC 6334                                       |       | ESO 392-EN 009, Sh2-8, RCW 127, Gum 64, NGC 6334 Nébuleuse de la Patte de Chat, Nébuleuse de la Patte d'Ours             |
| 11      | NGC 6357                                       |       | Sh2-11, NGC 6357, RCW 131, Gum 66 Nébuleuse du Homard, Nébuleuse de la paix et de la guerre                              |
| 25      | Nébuleuse de la Lagune                         |       | Sh2-25, RCW 146, Gum 72, M8, LBN 25                                                                                      |
| 30      | Nébuleuse Trifide                              |       | Sh2-30, M20, NGC 6514, RCW 147, Gum 76                                                                                   |
| 45      | Nébuleuse Omega                                |       | M17, NGC 6618, Sh2-45, RCW 160, Gum 81, Nébuleuse de Swan                                                                |
| 49      | Nébuleuse de l'Aigle                           |       | Sh2-49, M16, NGC 6611, RCW 165, Gum 83                                                                                   |
| 101     | Nébuleuse de la Tulipe                         |       | Sh2-101, LBN 071.58+02.86, CED 173, LBN 168, 14P 5, [GS55] 175                                                           |
| 103     | Dentelles du Cygne                             |       | SNR G074.0-08.6, Sh2-103, Cygnus X-5, CTA 93, CTB 99 Sous-ensembles : NGC 6960, NGC 6974, NGC 6979, NGC 6992 et NGC 6995 |
| 105     | Nébuleuse du Croissant                         |       | Sh2-105, NGC 6888, C 27, LBN 203, H IV-72, GC 4561                                                                       |
| 106     | Celestial Snow Angel (Ange des neiges céleste) |       | Sh2-106 |
| 113     | Nébuleuse du Dragon volant                     |       | Sh2-113, LBN 333 |
| 117     | Nébuleuse de l'Amérique du Nord                |       | NGC 7000, Nébuleuse du Pélican, IC 5070, C 20, Sh2-117                                                                   |
| 140     | Sh2-140                                        |       | Sh2-140 |
| 155     | Nébuleuse de la Caverne                        |       | Sh2-155, C 9, Nébuleuse de la Grotte                                                                                     |
| 157     | Pince de Homard                                |       | Sh2-157, LBN 537 |
| 158     | NGC 7538                                       |       | Objet de Dreyer, Sh2-158                                                                                                 |
| 162     | NGC 7635                                       |       | Sh2-162, C 11, Nébuleuse de la Bulle                                                                                     |
| 184     | NGC 281                                        |       | Sh2-184, NGC 281, IC 11, LBN 616                                                                                         |
| 191     | Maffei 1                                       |       | Sh2-191, PGC 9892 |
| 197     | Maffei 2                                       |       | Sh2-197, UGCA 39, PGC 10217                                                                                              |
| 199     | IC 1848                                        |       | Sh2-199, LBN 667, Nébuleuse de l'Âme                                                                                     |
| 220     | Nébuleuse Californie                           |       | NGC 1499, Sh2-220, LBN 756                                                                                               |
| 229     | IC 405                                         |       | C 31, Sh2-229 |
| 238     | NGC 1555                                       |       | Sh2-238, Nébuleuse variable de Hind                                                                                      |
| 240     | Simeis 147                                     |       | Sh2-240, SNR G180.8-02.2, Shajn 147 Dentelles du Taureau, Spaghetti Nebula                                               |
| 244     | Nébuleuse du Crabe                             |       | M1, NGC 1952, Taurus A, Taurus X-1, Sh2-244                                                                              |
| 248     | IC 443                                         |       | SNR G189.0+03.0, Sh2-248, Nébuleuse de la Méduse                                                                         |
| 264     | Sh2-264                                        |       | Anneau de Lambda Orionis, Sharpless 264                                                                                  |
| 275     | Nébuleuse de la Rosette                        |       | Sh2-275, CTB 21, C 49 |
| 276     | Boucle de Barnard                              |       | Sh2-276 |
| 277     | Nébuleuse de la Flamme                         |       | Sh-277, NGC 2024 |
| 281     | Nébuleuse d'Orion                              |       | Sh2-281, M42, NGC 1976, LBN 974                                                                                          |
| 298     | NGC 2359                                       |       | Casque de Thor, Gum 4, Sh2-298, NGC 2359                                                                                 |